# 安德羅斯戰役
安德羅斯戰役（Battle of Andros），發生在公元前246年，是馬其頓王國與托勒密王國在愛琴海的一場海戰。
安德羅斯戰役為希臘化時代一場記載相當不清的海戰，對於發生的日期也不是很確定，主要從馬其頓安提柯二世在前246年慶祝一場不知名的勝利推敲而來，而當時東方差不多爆發第三次敘利亞戰爭，很有可能馬其頓參加了這場戰爭。海戰地點發生在托勒密王國在愛琴海的艦隊基地安德羅斯附近，由安提柯二世率領的馬其頓艦隊擊敗索夫龍領導的托勒密艦隊，並占領基克拉澤斯群島，此戰似乎也消退了托勒密王朝對愛琴海的興趣，儘管當時埃及尚有部分艦隊和一些領土在愛琴海，如錫拉島。

## 參见
- 第三次敘利亞戰爭